# Fram (tidning)
Fram var en Skånebaserad månatlig tidning som mellan 1903 och 1912 gavs ut av Socialdemokratiska ungdomsförbundet (SDUF). Fram startades av Per Albin Hansson som en motkraft till tidningen Brand sedan denna liksom dess ägare, det tidigare socialdemokratiska ungdomsförbundet Socialistiska Ungdomsförbundet (Ungsocialisterna), fått en anarkistisk inriktning.  
Fram innehöll politiskt material samt texter av samtida svenska författare. Redaktörer för tidningen var, förutom Per Albin Hansson, Herman Österdahl, Fredrik Ström och Gustav Möller. 